# Paula Alonso y Herreros
Paula Alonso y Herreros (Toledo, ca. 1860 - 6 de febrer de 1932) va ser una pintora espanyola.
Va néixer a Toledo vers 1860, filla de María Paz Herreros. Va ser membre d'una família toledana benestant, destaca el seu vincle familiar com a neboda de Manuel Herreros, el que val ser governador civil de Toledo i Ciudad Real, a més de diputat a Corts, i amo dela finca del Ángel Custodio, que eventualment va heretar Paula Alonso.
Va formar-se a l'Escola Superior de Dibuix de Toledo, pertanyent a l'Institut Provincial i creada el 1868 per l'artista Matías Moreno González, del qual va ser deixebla. Més tard va ser becada per la Diputació Provincial i es va instal·lar a Madrid, on el 1878 residia al carrer de Santa Isabel i hi va tenir el seu estudi artístic. Aquell mateix any va participar en l'Exposició Nacional de Belles Arts de 1878 i va presentar dos retrats a llapis i tres caps d'estudi. També, amb motiu de l'enllaç d'Alfons XII amb Maria de la Mercè d'Orleans, va respondre a la convocatòria de Manuel María Santa Ana per reunir obsequis per a la sobirana amb motiu de l'enllaç. Alonso va enviar l'obra Sant Francesc d'Assís i el germà Lleó meditant sobre la mort, còpia d'un original del Greco, actualment part de la col·lecció de Patrimoni Nacional.
Després pràcticament va abandonar la pintura en casar-se amb Pedro Vidal Rodríguez-Barba, al qual va seguir a Salamanca i Cáceres el 1888 i 1890, respectivament, on va ser nomenat arquitecte municipal. Amb la seva tornada el 1904 a Toledo, Alonso va poder reintegrar-se a la vida social i cultural de ciutat. En són exemples la seva participació a l'exposició de Belles Arts de 1916, promoguda per l'Ajuntament i la Reial Acadèmia de Belles Arts de Toledo per recaptar fons per a la restauració de l'església de Sant Sebastià.
Uns anys més tard, el 1920 va participar també a l'Exposició de Belles Arts organitzada per la Diputació i la Reial Acadèmia de Belles Arts de Toledo, on va exposar un total de nou obres, que comprenien retrats, estudis d'aquarel·la, natures mortes i un paisatge. D'aquell època, probablement, la Diputació de Toledo conserva d'ella el quadre Joana la Boja davant del fèretre de Felip el Formós, còpia del quadre del mateix nom de Francisco Pradilla.
Paula Alonso va morir el 6 de febrer de 1932.